# Tučňák uzdičkový
Tučňák uzdičkový (Pygoscelis antarcticus, případně ortograficky chybně Pygoscelis antarctica) je středně velký druh tučňáka z rodu Pygoscelis rozšířený na subantarktických ostrovech a také v Antarktidě. Jde o velmi hojný druh. V přírodě žije odhadem 12–15 miliónů jedinců (resp. chovných ptáků). Podle IUCN nejméně 8 miliónů jedinců (k roku 2020).

## Taxonomie
Druh popsal německý přírodovědec Johann Reinhold Forster v roce 1781, pod vědeckým názvem Aptenodytes antarctica. Umístěn byl tak do stejného rodu, ve kterém se nachází dva největší žijící zástupci tučňáků – tučňák císařský a tučňák patagonský. V roce 1990 jej však novozélandský ornitolog Evan Graham Turbott zařadil mezi blíže příbuzné tučňáky z rodu Pygoscelis. Dostal nové binomické jméno Pygoscelis antarctica, nicméně ortograficky správná a široce uznávaná podoba zní Pygoscelis antarcticus.
Tučňák uzdičkový je jeden ze tří žijících druhů rodu Pygoscelis, do kterého patří též tučňák kroužkový (Pygoscelis adeliae) a tučňák oslí (Pygoscelis papua). Všichni se vyznačující mimo jiné dlouhým kartáčovým ocasem. Hlavním rozpoznávacím znakem je černá linka („uzdička“) na hlavě, táhnoucí se od brady k příušní oblasti (odtud český název). Mimo toho také bíle opeřené líce.
Na základě moderní mitochondriální a jaderné DNA se předci tohoto rodu oddělili od ostatních tučňáků asi před 38 miliony let, dva miliony let po předcích rodu Aptenodytes, jež je bazální větví celého řádu. K odtržení a existenci tučňáka uzdičkového došlo pravděpodobně před 14 miliony lety (10,8–18,3 miliony lety), asi pět milionů let po příbuzném tučňákovi kroužkovém.
Zástupci tohoto rodu jsou poznamenáni chováním, při kterém kradou oblázky z okolních sousedních hnízd. Jejich rodový název tak může být pravděpodobně odvozen z latinského slova „scelis“ (nebo „scelus“), které v překladu znamená „zločin“ či „krádež“. Podle jiné teorie dostali vědecké jméno Pygoscelis na základě komického jevu připomínajícího zametání; ptáci se po souši pohybují kolébavou chůzí a svůj dlouhý roztřepený ocas při tom vláčí po zemi. V tomto případě doslovný překlad zní „opatřený smetákem“.

## Výskyt
Cirkumpolární druh. Hnízdí v Jižní Georgii a na Jižních Sandwichových ostrovech, v Jižních Orknejských a Shetlandských ostrovech, na Bouvetově ostrově, Ballenyho ostrovech, na Falklandách, Crozetových ostrovech, Kerguelenech, na ostrově Petra I. a také přímo v Antarktidě (především na Antarktickém poloostrově). Příležitostně v Chile, či přímo v Argentině. Vybírá si oblasti jen útržkovitě pokryté ledem. Mláďata vyvádí v ohromných koloniích (až kilometrových o hustotě několika tisíc ptáků). Na jednom ostrově může hnízdit více než jeden milión párů (ostrov Zavodovski). O svá hnízdiště se často dělí s příbuznými tučňákem kroužkovým a tučňákem oslím.
V mimohnízdním období se toulá v jižních polárních moří kolem Antarktidy, zejména pak v jižním Atlantiku. Během této zimní pauzy stráví několik měsíců na otevřeném moři a na pevnině se ukáže jen sporadicky. Zkoumaný jedinec na základě zjištěných dat strávil více než 60 % času na moři. Od svých hnízdišť se někteří ptáci ocitli 1300 nebo až 1600 km daleko. Rekordmanem je tučňák, který se ukázal na místě vzdáleném 3600 km od jeho hnízdiště. Takoví tuláci se ukázali až na Novém Zélandu, v Austrálii nebo v Jižní Africe.

## Popis
Tučňák uzdičkový je 68 až 78 cm vysoký a váží kolem 3,2 až 5,5 kg. Samec bývá o něco málo větší, těžší a může mít i delší zobák, pohlavní dimorfismus je víceméně nevýrazný. Rozdíl ve vzhledu není žádný, zbarvení mají obě pohlaví stejné. Má tmavý ocas, hřbet, vrchní stranu ploutví, temeno a zobák. Břicho, hrdlo, spodní část křídel (dlouhá 17–20 cm) a z části i hlavy má bílé až narůžovelé, končetiny růžové. Snadno jej rozeznáme podle úzkého černého pruhu táhnoucího se od temena pod zobák a zpět, připomínajícího uzdičku (odtud český název). Mláďata mají viditelně menší zobák, méně výraznou duhovku a šedavé peří na zádech. Výjimečně se objeví jedinci leucistní (špinavě bělohnědí) nebo albíni (zcela bílí s červenou duhovkou).
Podobně jako ostatní druhy tučňáků se na souši, kde se jinak pohybuje velice neohrabaně, často na ledě doslova klouže po břiše a odráží se ploutvemi a končetinami, čímž může vyvinout viditelně větší rychlost.

## Biologie a ekologie

### Potrava a fyziologické vlastnosti

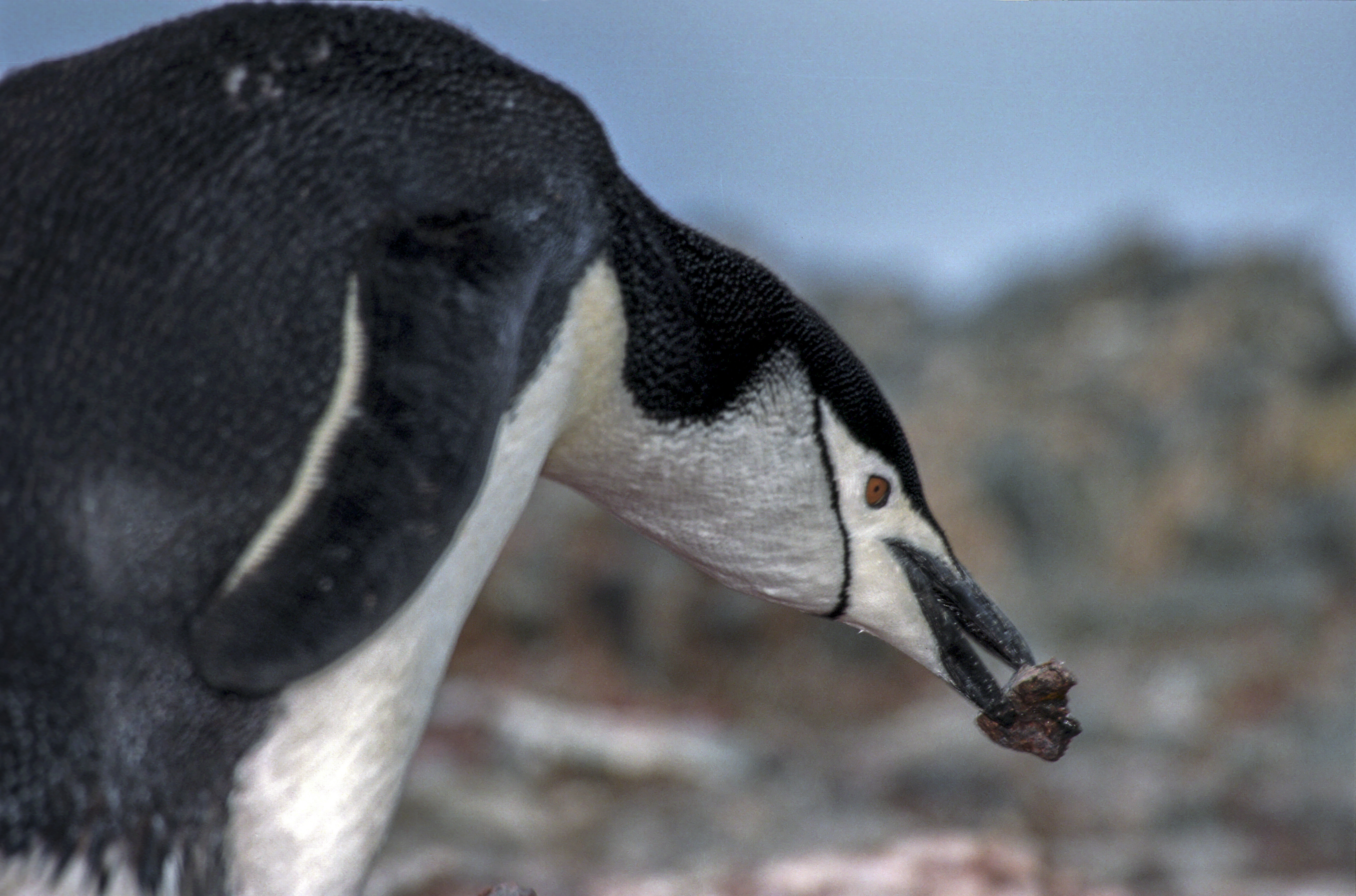
Tučňák uzdičkový s kamínkem v zobáku, kterým si ozdobí své hnízdo

Tučňáci uzdičkoví se zpravidla drží nedaleko od břehu, ačkoli bylo již několik jedinců spatřeno na širém moři. Potrava tedy může být pelagická nebo bentická, v závislosti na oceánografických a topografických podmínkách. Živí se malými bezobratlými živočichy a rybami. V jejich jídelníčku však jednoznačně dominuje kril, zejména krunýřovka krillová (může tvořit 90–100 % potravy). Starší studie na Shetlandských ostrovech nicméně zjistila, že se jejich potrava skládala především z ryb (65 %) a mnohem méně z korýšů (17 %). Z ryb nejčastěji (až z 95 %) loví zástupce z čeledi lampovníkovitých (Myctophiformes), např. lampovníka antarktického (Electrona antarctica) nebo lampovníka Anderssonova (Krefftichthys anderssoni). Kořist je velká obvykle pouhých 1,5 až 6 cm.

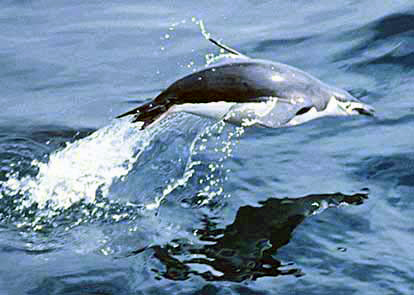
Tučňák uzdičkový ve vodě. Stejně jako jiní tučňáci je velmi dobrým plavcem a potápěčem

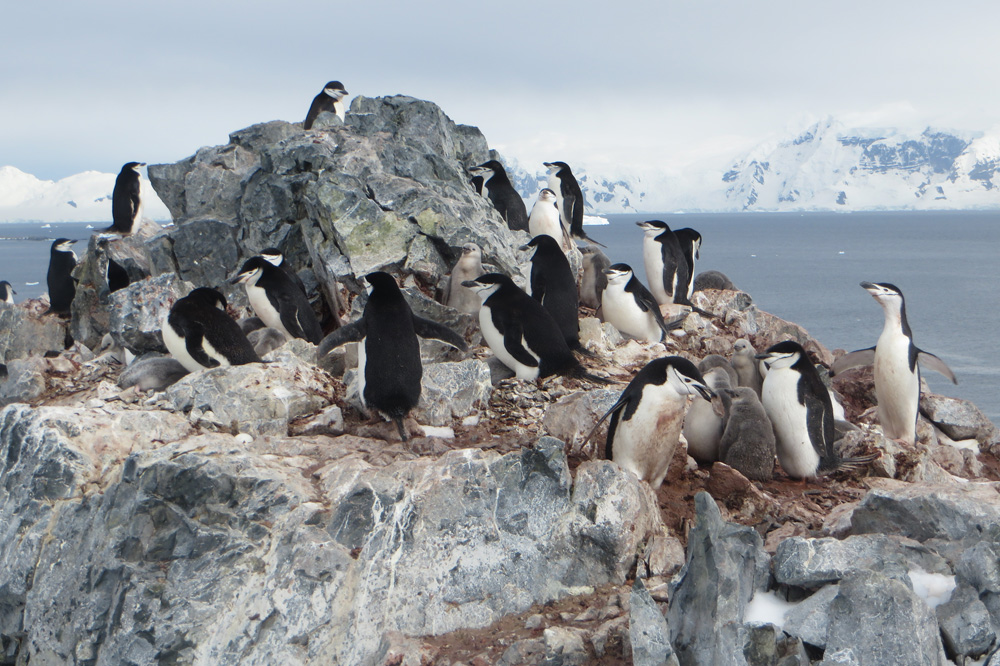
Tučňáci uzdičkoví hnízdící typicky na skalním podkladu

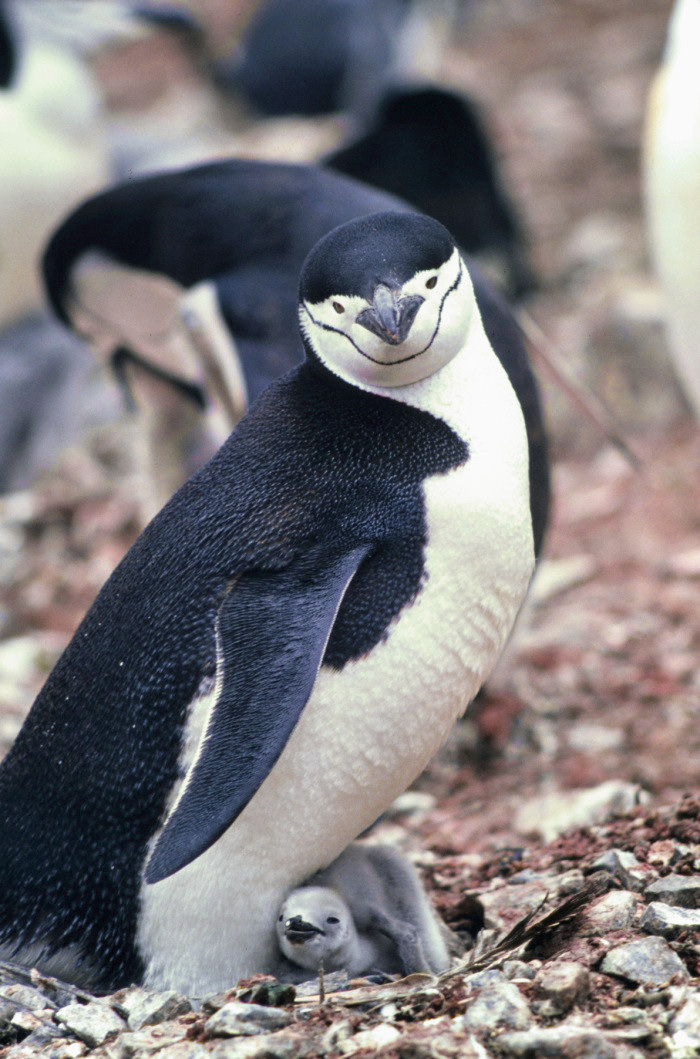
Tučňák uzdičkový s šedo-bíle opeřeným mládětem

V období rozmnožování za jeden tah (trvající např. 10 hodin a 36 minut, přičemž různě od 3 do 48 hodin) uloví v průměru více než 450 g potravy; minimálně asi 170 g, maximálně až 800 g. Od pobřeží se vzdaluje maximálně na 30–60 km. Za jednu chovnou sezónu jsou všichni ptáci schopni dohromady ulovit 7000 tun korýšů a ryb.
Je velice dobrým potápěčem, který se dokáže ponořit i do několika metrové hloubky a vydržet pod vodou i déle jak jednu minutu. Své kořisti se snadno zmocní díky velice rychlému plavání v tempu až 9,36 km/h. Nejčastěji se potápí v ranních a večerních hodinách, ale i různě podle toho kde žije a jakou preferuje dobu pro vyhledávání potravy (kupříkladu mezi 6:00 a 9:00 hodinou ranní a 14:00 a 22:00 hodinou odpolední až večerní). Při nižší viditelnosti se zdržuje spíše u hladiny. Obvykle se uvádí, že může atakovat až 70m hloubku, ale drtivá většina ponorů je mnohem mělčích (až 90 % ponorů bylo do 45 metrů, 40 % do 10 metrů). Údajně se ale dokázal potopit až do hloubky 179 metrů (nepotvrzeno). Jiný výzkum ukázal, že se potopil maximálně do hloubky 100,7 metrů, z toho 80 % ponorů bylo uskutečněných do 30 metrů. Další z nich zjistil následující; potopit se dokázal do hloubky až 110 metrů, přičemž většina ponorů byla do 50 metrů.

### Rozmnožování
Je to monogamní druh. Partnerská věrnost bývá vysoká (až 80 %, vyšší než u tučňáka kroužkového a tučňáka oslího) a věrní zůstávají i svému stanovišti (na Jižních Sandwichových ostrovech se k loňskému hnízdu vrátilo až 81 % párů). Nové se vytvářejí v případě, že pár opakovaně selže ve výchově mláďat, kvůli pozdnímu příchodu partnera, nebo z důvodu úmrtí jednoho z nich. Pro samice jsou atraktivnější ti samci, kteří mají mohutnější stavbu těla a větší zobák, ale dojem v nich vzbuzuje i velikost hnízda (takoví samci jsou obecně zdraví a zkušení). Úspěšně rozmnožovat se tito ptáci začnou ve věku tří případně čtyř let, kdy dosáhnou pohlavní zralosti.
Období reprodukce nastává v měsících září–říjen (nejpozději počátkem listopadu) a končí obvykle v únoru dalšího roku. Nejprve se na hnízdišti ukážou samci a za dalších asi pět dní samice. Samci mezitím budují a hájí svá hnízda. Staví si primitivní kruhová hnízda z kamínků o průměru 40 cm a výšce 15 cm. Rozmístěny jsou zhruba 50 cm od sebe, tudíž velmi těsně u sebe, ale záleží na samotné kolonii a její hustotě; kupříkladu v Jižních Shetlandech měli hnízda od sousedů vzdálená 80–90 cm, na ostrově krále Jiřího v průměru jen 60 cm. Odvážnější jedinci si práci ulehčují tak, že o kamínky okrádají své sousedy. K takovému chování dochází zejména ve větších subkoloniích, kde se volný materiál obtížněji nachází. Do hnízd samice klade dvě vejce (výjimečně jedno nebo tři), které zahřívají střídavě oba rodiče po 5–10 dnech. Při každé výměně směn se ptáci postaví naproti sobě, houpou hlavou do stran a současně s tím se ozývají specifickým zvuky („kdákáním“). Tento rituál trvá v průměru 3 minuty a 36 sekund. Mláďata s šedým hřbetem a o něco světlejším břichem se líhnou po 31–40 dnech a v hnízdě zůstávají po dobu 20–40 dní (obvykle do 30 dnů), poté se seskupují do tzv. školek. V nich se v těsné blízkosti pohybuje desítek až několik stovek mláďat. Takto odrostlí ptáci mají okolo 2,5–3 kg. Od této chvíle rodiče loví společně a mláďata se vrací pouze nakrmit. Ty jsou tak ponechána bez dozoru, „hlídána“ jen dospělci bez potomků. Rodiče krmí své potomky vydávenou stravou (čas od času vyvrhují žaludeční výstelku, která vzniká nahromaděním solí kyseliny fluorovodíkové z potravy). Do vody mláďata poprvé vstupují až poté, co se zbaví prachového peří, tedy po 50 až 65 dnech života. Mortalita mláďat je nicméně poměrně vysoká, např. v Jižních Orknejích byla zpozorována až 80 % úmrtnost. Zpravidla úspěšnější jsou páry hnízdící ve větších subkoloniích. V menších jsou mláďata zranitelnější, draví ptáci se k nim snáze dostanou. Důležité je i přesné načasování, pozdní výchova mláďat má jen mizivou šanci na úspěch.

### Přepeřování
Jako všichni ptáci musí i tučňáci uzdičkoví shodit opotřebené peří a nechat si narůst nové. Přepeřování probíhá na konci února či počátkem března a je oproti jiným druhům relativně krátkodobé, trvá asi 13 dní. Jedná se však o energeticky náročný proces, při němž nemohou vstoupit do vody a obstarat si potravu. Zkušení ptáci se předtím dostatečně vykrmí. Pro zesláblé jedince může být proces osudný.
Typový dospělý exemplář vážil na konci rozmnožování 4,1 kg. Vykrmil se a těsně před začátkem procesu dosáhl hmotnosti 5,1 kg. Na konci průběhu drasticky zhubl a vážil už jen 2,8 kg. Náročnost je tedy evidentní.

### Přirození predátoři

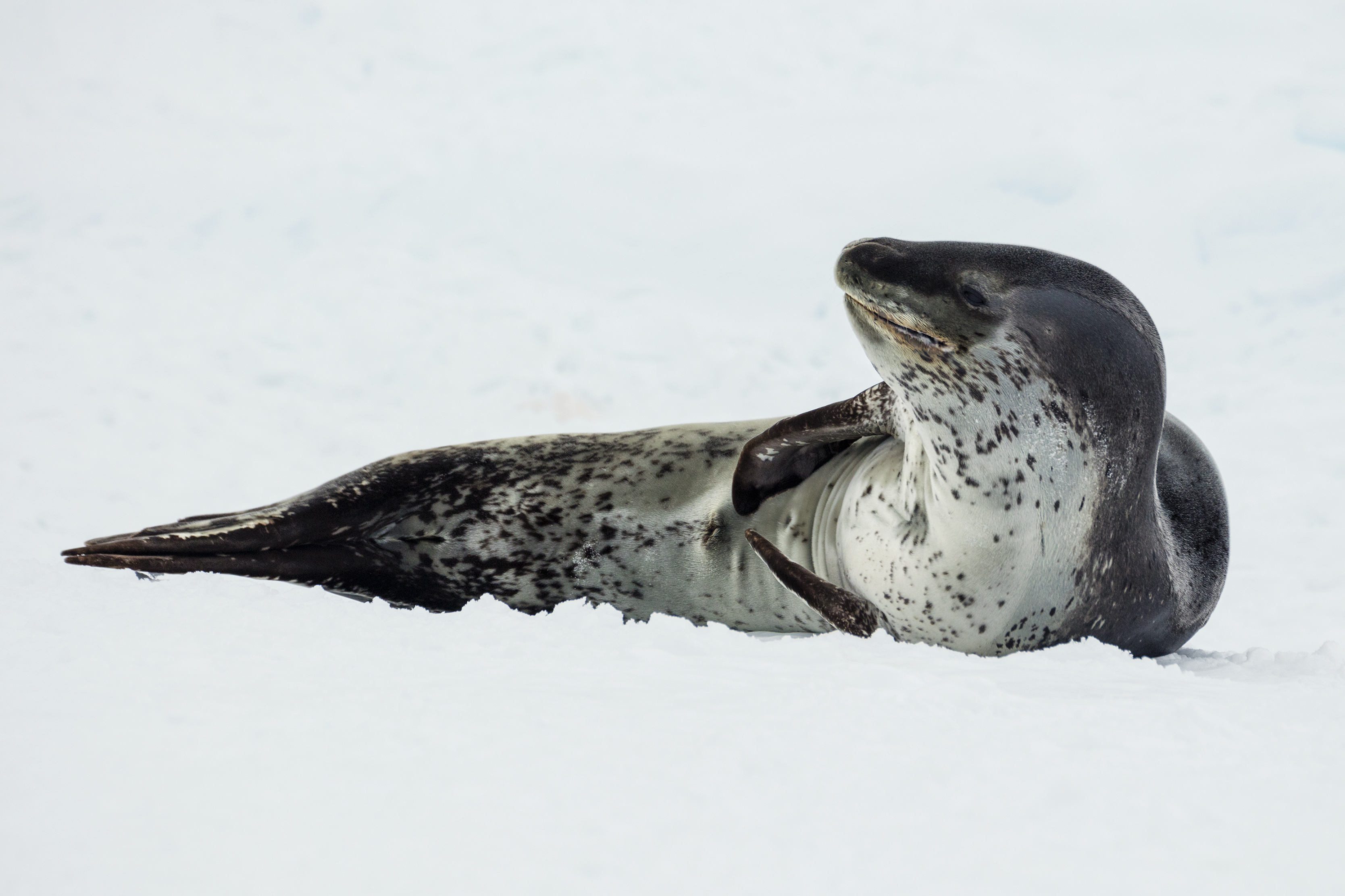
Tuleň leopardí, tzv. mořský levhart, je obávaným predátorem

Má několik přirozených nepřátel. Na moři to jsou především tuleň leopardí (tento tzv. mořský levhart každoročně sníží stavy tučňáků o 5–20 %), kosatka dravá a příležitostně lachtan antarktický. Na pevnině se vejci nebo mláďaty živí buřňáci (buřňák obrovský), racci, chaluhy (chaluha chilská, chaluha antarktická, chaluha subantarktická) nebo štítonos světlezobý. Tučňák uzdičkový je však poměrně odvážný a nebezpečí se staví čelem. Na vetřelce se doslova vrhá, přičemž se ohání svým silným zobákem, na rozdíl od svých příbuzných, kteří buď stojí na místě nebo prchají. Bylo též pozorováno, jak zaútočil na psy, nebo se nebál vyskočit na loď a na ní odpočívat.

## Početnost, hrozby
Tučňák uzdičkový je poměrně hojný druh (ze všech zástupců asi druhý nejpočetnější, hned po tučňákovi žlutorohém), na celé jižní polokouli žije patrně 12–15 000 000 jedinců (resp. chovných ptáků). Mezinárodní svaz ochrany přírody (IUCN) uvádí podstatně nižší populaci, a sice 8 miliónů jedinců a k tomu klesající tendenci (k roku 2018 i 2020), s ohledem na to, že známky poklesu jsou hlášeny z Antarktického poloostrova. Stabilní je kupříkladu populace na Jižních Sandwichových ostrovech, ale řada dalších lokalit není spolehlivě prozkoumaných. Podrobný výzkum zaměřený na ostrov Deception (Jižní Shetlandy) odhalil, že v roce 2008 zde hnízdilo o 36 % párů méně, než tomu bylo v roce 1991. Jiná studie zabývající se globální populací zjistila, že za 25 let (k roku 2004) se celosvětová populace snížila o 57 %, jak ukázalo srovnání se statistikami z roku 1979. Spadá nicméně do kategorie málo dotčených druhů (angl. Least Concern). Hnízdící oblast je značně rozsáhlá a zaujímá 50–100 000 km2.
Významné hrozby nejsou známy. Určitým nebezpečím může být vysoká predace, potravní konkurence (nedostatek potravy kvůli většímu množství živočichů, kteří se jí živí), komerční rybolov (opět nedostatek potravy), nemoci, proměna ekosystému, (současná změna klimatu, která může taktéž ovlivnit hojnost potravy) nebo případná průmyslová aktivita (např. Antarktida je doposud prakticky netknutá, ale skýtá obrovské nerostné bohatství).